# Immunfluoreszcencia

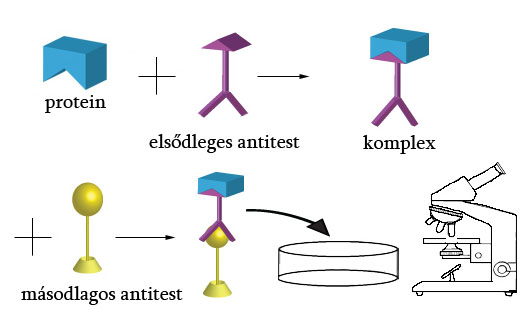
Immunfluoreszcencia technikájának általános sémája

Az immunfluoreszcencia hisztokémiai festési technika, melynek célja az antigén-antitest kötődés létrejöttének megállapítása szövetekben. Az eljárás alapvetőnek számít klinikai vagy hisztopatológiai vizsgálatoknál számos rendellenesség feltárásában. A metódust Coons és munkatársai fedezték fel 1941-ben, amit később Beutner és Jordon fejlesztettek tovább, illetve ennek speciális változatát - az indirekt immunfluoreszcenciát.

## Immunfluoreszcens technikák
Klinikai immundermatológiában három alaptípusát különböztetjük meg az IF technikának:  a közvetlen immunfluoreszcencia, a már említett indirekt immunfluoreszcencia (IIF) és a komplement-kapcsolt indirekt immunfluorszecencia. Mindegyike ezeknek fluoreszein kötött antitest-immunglobulin komplexet, komplement komponenseket vagy más fehérjéket használ fel az eljárás során. A detektálás alapja a fluoreszcens indikátorral ellátott vírusspecifikus antitest – antigén kötődés.

### Direkt immunfluoreszcencia

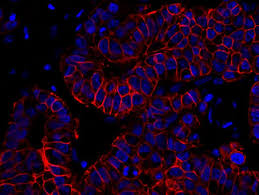
Humán karcinóma azonosítása IF technikával (antitest: nyúl ERBB2) Készítette: Bethyl Laboratories, Inc.

A direkt immunfluoreszcencia (DIF) fluoreszcens anyaggal kapcsolat antitesteket használ, amely közvetlen a szöveti antigénhez köt. A felhasznált célszövetet először tisztítják, gyorsfagyasztják, majd 5 – 6 μm méretű szeletekre vágják és üveglapra helyezve, fluoreszcens antitestekkel (IgA, IgG, IgM) ellátott oldattal inkubálják, melyek a célantigénre szenzitívek. A komplexet – megfelelő koncentrációban – a szövetre viszik fel, majd a kötődő fluoreszcens antitesteket megfelelő módon detektálják. A módszer előnye, hogy viszonylag gyors, specifitása széleskörű, emellett azonban sajnos kevésbé érzékeny, mint számos más mikrobiológiai technika.

### Indirekt immunfluoreszcencia
Az indirekt immunfluoreszcencia (IIF) a preparátumot először egy specifikus, de nem jelzett immunglobulin oldatban, majd fluoreszcens festékkel jelzett anti-immunglubulin oldattal inkubálják. Vagyis a célfehérjét előbb jelöletlen antitesttel, majd a fluoreszcens – az első antitest elleni második ellenanyaggal kezelik. Megjegyzendő, hogy az indirekt immunfluoreszcencia autoantitestek kimutatására használatos elsősorban, a pontosabb detektálás érdekében például ELISA technikát alkalmaznak.

## Technikai vonatkozások

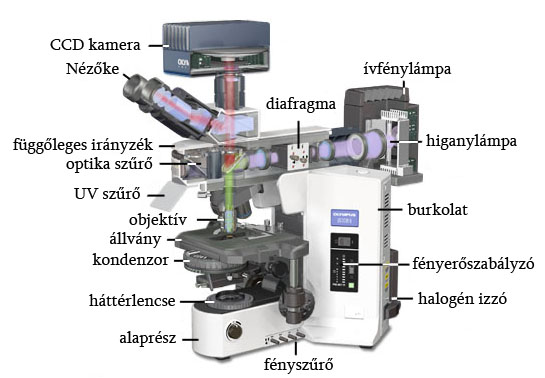
Fluoreszcens mikroszkóp felépítése

A módszer legfontosabb kívánalma az ún. fluorokróm vagy fluorofór, mely bizonyos hullámhosszúságon fényelnyelő, s azt egy másik, nagyobb hullámhosszúságon visszasugározza. Jelenleg olyan fluorokrómok léteznek, melyek mind az ibolyántúli -, mind pedig az infra közeli tartományban érzékenyek. A legszembetűnőbb előnye ennek a módszernek a viszonylagos érzékenység és a jó szelektivitási képesség. Itt utalunk arra, hogy a szóban forgó eljárást a kezdetekben nem kifejezetten diagnosztikai célra, sőt nem is a mikrobiológia tudományterületén alkalmazták. Ezt követően azonban a molekuláris biológia ugrásszerű fejlődésével együtt más hasonló analitikai és mikrobiológiai elemző metódusokkal egyetemben igen gyors fejlődésnek indult a fluoreszcencia mikroszkópia is. Ennek egyik eklatáns példája Shimomura, Chalfie és Tsien úttörő munkája fluoreszcens fehérjék kutatásában (Nobel-díj, 2008). A fluoreszcencia mikroszkópia alkalmazásának széleskörű használhatóságát mindaddig alulbecsülték, míg a szimpla analitikai és diagnosztikai alkalmazásmód mellett az in situ komplex sejtfiziológiai szintézis lehetősége, ezzel együtt az eljárásnak más tudományterületekre történő eljutása az évtizedek alatt realitássá nem vált.

#### Kvantitatív fluoreszcens mikroszkópia
Egy fluoreszcens mikroszkópiával készült kép általában a kérdéses molekulastruktúra térbeli elhelyezkedéséről, vagy annak szerkezetéről ad felvilágosítást. Vegyünk példaként egy fluoreszcensen festett fibroblasztból származó mikrotubulust. Ekkor a megfigyelő megállapíthatja, hogy például egy adott sejtnek egy bizonyos pontján a szóban forgó képlet szerepel vagy nem. A fluoreszcens jelnek lokális intenzitása ebben az esetben nem a tubulinkoncentráció egzakt mértékéül szolgál, ugyanis az nagyban függ a fókusz síkjától. Ugyancsak megnehezíti vagy ellehetetleníti a pontos információszerzés lehetőségét a tény, mely szerint a festés nem egységes, ugyanis az érintett antitest más fehérjék által térben árnyékolttá válhat. Ennek alapján azt mondható, hogy az általános kép csupán a mikrotubulus hálózat architektúrájába enged betekintést. A módszert ezért gyakran más eljárással egészítik ki, mint például széles látóterű fluoreszcens vagy konfokális pásztázó mikroszkóp használatával. 

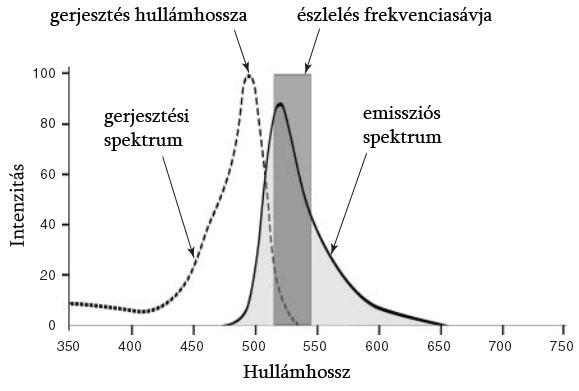
Fluorescein spektrális tulajdonságai

#### Háromdimenziós fluoreszcens mikroszkópia
A mérés kissé bonyolult, mert az objektív mozgatása a vizsgált mintához viszonyítva nem szükségszerűen módosítja a távolságot a mintában a létrejött kép síkjához viszonyítva, amely az ún. gömbi eltérést okozza. A hatás víz alapú immerziós lencsék esetén kevésbé tapasztalható. Az optikai tengely mentén történő megfelelő kalibráció hasznos lehet, ha visszaverő felszínt alkalmazunk. Az sem segít sokat, ha bizonyos mérettartomány elérhetővé tételét a diffrakció korlátozásával próbáljuk ebben az esetben elérni. A minta síkjában az objektum térviszonyai, ha az a hullámhossz felénél kisebb nagyságrendbe tartoznak, nem azonosíthatók már. Az optikai tengely mentén a hosszirányú mérések legalább háromszor gyengébb feldolgozást adnak, mint általában.